# Fahrradstadt
Eine Fahrradstadt ist eine Stadt, in der dem Radverkehr eine besonders große Bedeutung zukommt, etwa, weil das Radfahren einen überdurchschnittlich hohen Anteil bei den Wegen der Einwohner hat (Verteilung der Verkehrsmittel im Modal Split) oder Stadtverwaltung und Politik dem Radverkehr einen besonderen Stellenwert beimessen. Die Kriterien sind nicht eindeutig. Zahlreiche Städte führen die Bezeichnung „Fahrradstadt“ im Tourismus-Marketing, was nicht immer berechtigt ist.

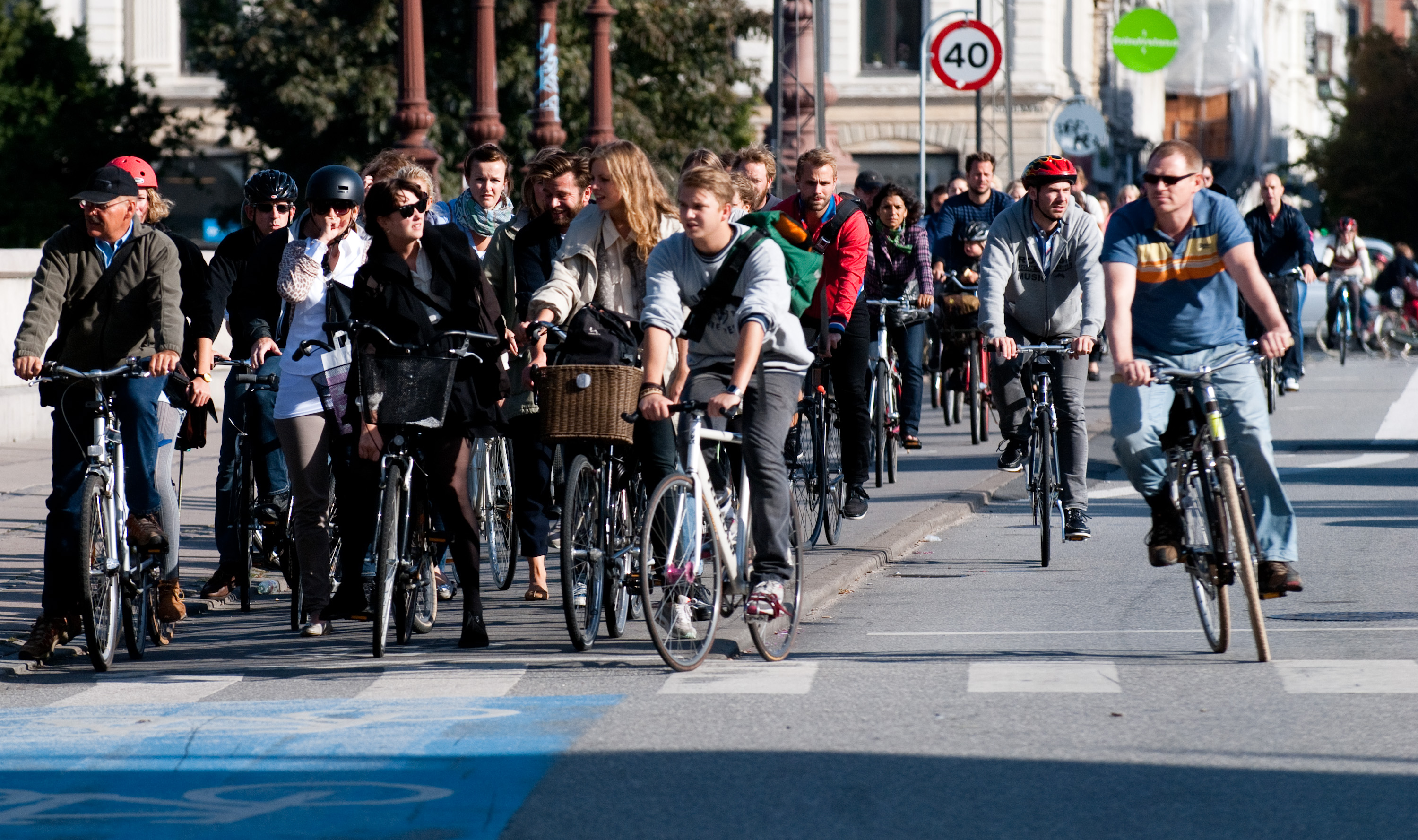
Berufsverkehr im dänischen Kopenhagen, wo 36 % der Bevölkerung mit dem Fahrrad zur Arbeit oder Ausbildung pendeln: Neben Brüssel, Paris und Moskau einer der (teils selbsternannten) „Fahrradhauptstädte Europas“

In Deutschland gelten seit den 1990er Jahren Münster, Erlangen, Bremen, Oldenburg (Oldenburg), Freiburg im Breisgau, Heidelberg oder Bocholt als Fahrradstädte. Karlsruhe, Kiel oder Greifswald, das mit 44 % den höchsten Radverkehrsanteil an den Wegen der Einwohner hat, sind hingegen bundesweit weniger bekannt. Die Stadt München versuchte als Radlhauptstadt, Bonn wollte als Fahrradhauptstadt Bonn 2020 ihre teilweise ambitionierten Pläne zur Steigerung des Radverkehrs mit einem entsprechenden Label zu vermarkten. Augsburg hat das 2012 gesetzte Ziel „Fahrradstadt mit 25 % Radverkehrsanteil“ bisher (Februar 2025) mit 22 % nicht erreicht.
In anderen Ländern werden zum Beispiel Kopenhagen in Dänemark, Sandnes in Norwegen, Groningen, Utrecht und Amsterdam in den Niederlanden oder Bozen und Ferrara in Italien als Fahrradstadt wahrgenommen.

## Städtevergleiche

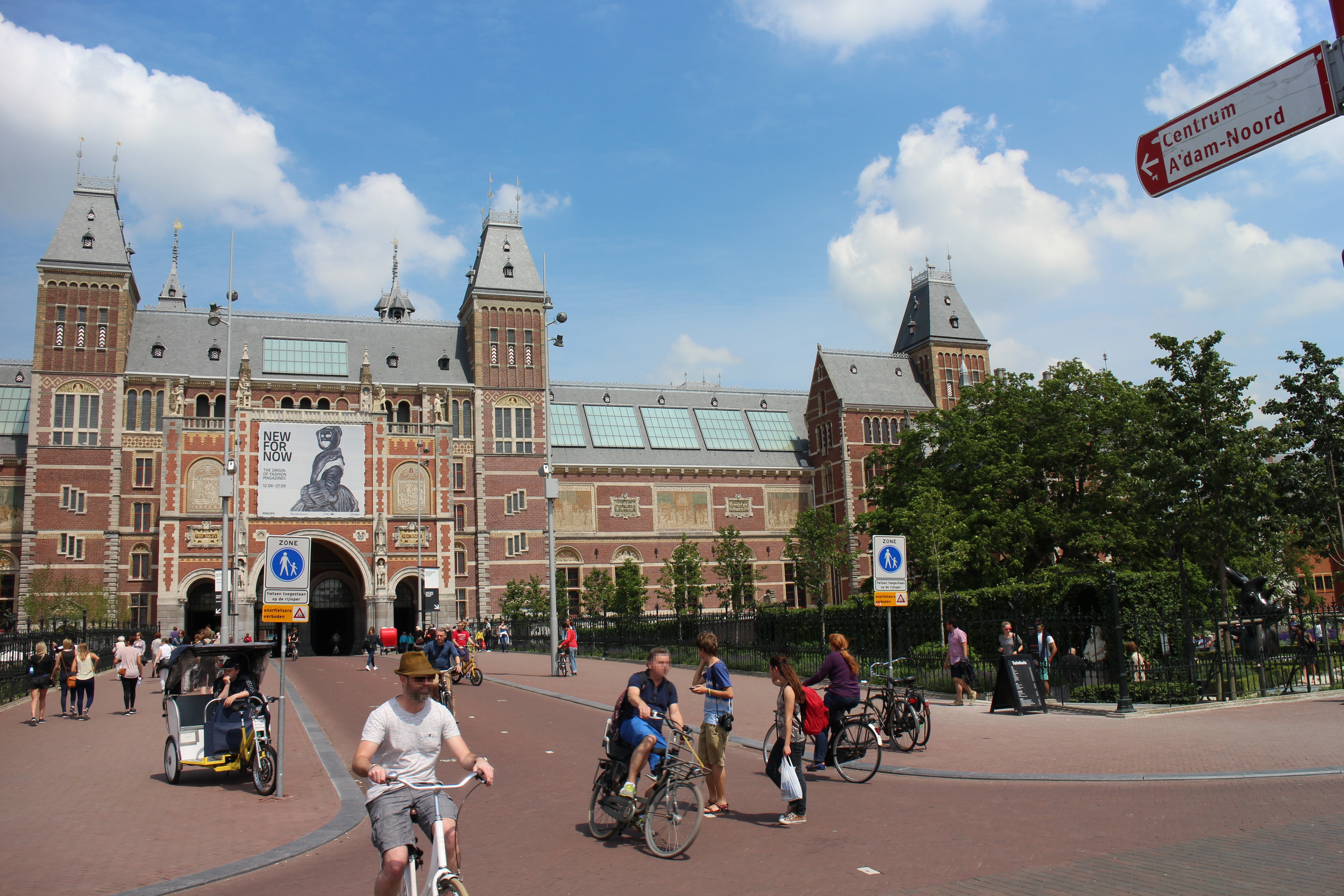
Fahrradstadt Amsterdam: viel genutzte Radroute durch das Rijksmuseum in Richtung Stadtmitte.

Nach unabhängigen, weltweiten Städtevergleichen mit unterschiedlichen Methoden und Kriterien waren zwischen 2009 und 2013 Amsterdam vor Kopenhagen und Utrecht oder Barcelona vor Portland und Kopenhagen die fahrradfreundlichste (große Groß-)Städte der Welt.
Nach einem politischen Beschluss von 2011 bestand in Kopenhagen die Zielsetzung, bis Ende 2015 die weltbeste Fahrradstadt zu werden. Für die Umgestaltung von Städten mit besonderer Bevorzugung des Radverkehrs hat sich im Englischen bereits das Wort copenhagenize (dt. „Kopenhagenisierung“) eingebürgert. Inzwischen wird dieser Ruf nicht mehr nur unter Fachleuten, sondern zunehmend auch in Medien verschiedener Staaten weiterverbreitet.
Nach einer europaweiten Untersuchung des Verkehrsclub Österreich VCÖ 2013 ist allerdings Houten der Spitzenreiter, was den Anteil des Fahrrads am Verkehr betrifft. Etwa 44 Prozent der Wege der Einwohner werden hier mit dem Rad zurückgelegt, auf Houten folgen Oldenburg (Oldenburg) mit 43 %, Münster mit 38 %, Kopenhagen mit 35 %, Leiden mit 33 % und Groningen mit 31 %.
Streetfilms hat Groningen 2013 zur Welt-Fahrradstadt erklärt und in einem englischsprachigen Video Eindrücke zum Verkehrsgeschehen, Hintergründe zur besonderen Attraktivität des Fahrradverkehrs und Stimmen von Nutzern zusammengestellt. Das Fahrrad ist dort wegen bewusst geplanter Einschränkungen für den Autoverkehr bei gleichzeitiger Bevorzugung des Radverkehrs besonders im Stadtkern, aber auch in anderen Quell-Ziel-Verbindungen deutlich zeitschneller als das Auto und der Bus. So gibt es spezielle Brücken für Fußgänger und Radfahrer über einen vielbefahrenen Kanal, wo Autos an einer Drehbrücke bis zu zehn Minuten auf passierende Schiffe warten müssen.